# Callonychium coquimbense
Callonychium coquimbense är en biart som beskrevs av Toro och Herrera 1980. Callonychium coquimbense ingår i släktet Callonychium och familjen grävbin. Inga underarter finns listade.